# Мариан Бачев
Мариан Стоянов Бачев е български актьор и комик, министър на културата от януари 2025 г. в правителството на Росен Желязков.

## Биография и кариера
Бачев е роден на 8 юли 1976 г. в София. Завършва 14-о СОУ „Проф. д-р Асен Златаров“ в София. По-късно завършва НАТФИЗ „Кръстьо Сарафов“ със специалност „Актьорство за драматичен театър“ в класа на професор Надежда Сейкова през 1998 г.
От 2007 до 31 юли 2019 г. работи в „Шоуто на Слави“ в bTV.
От 2019 до днес е част от „Вечерното шоу на Слави Трифонов“ в 7/8 ТВ.
През 2021 г. участва в третия сезон на „Маскираният певец“ като гост-участник в ролята на Очите.
Носител е на няколко награди в областта на сценичните изкуства.

### Актьорска кариера
Бил е на щат като актьор в театрите в Габрово и Шумен. От 2000 до 2005 е актьор в трупата на Театър „София“, но напуска недоволен от управлението на театъра. Остава на свободна практика близо 2 години, в които усилено озвучава филми. През май 2007 г. защитава с пълно отличие държавните си изпити в магистърската програма в НАТФИЗ „Мениджмънт в сценичните изкуства“ и е награден от ректора на Академията.

### Преподавателска дейност
От октомври 2015 г. ръководи Театрална работилница „Мариан Бачев и Аркадия Фюжън Арт“ за деца и юноши на възраст между 10 и 19 години. Само за няколко години трупата му наброява над 60 деца, разделени в три възрастови категории и с тази си дейност тя е носител на множество награди от форуми за любителско театрално изкуство.
От октомври 2016 г. е директор на Програма „БГ Драма“ към Американския колеж в София – American College in Sofia.

### Награди
Има две награди за главна мъжка роля от Фестивала в Шумен „Нова българска драма“, Наградата за талантлив млад актьор на Фондация „Иван Димов“ и четири номинации за „Аскеер“.
През 2013 г. получи номинация за главна мъжка роля в комедиен/сатиричен спектакъл „Златен Кукерикон“ за постановката „Досадникът“ от Франсис Вебер.
През 2015 г. получава и наградата за най-добър актьор в мюзикъл „Любимец 13“ за ролите си в „Човекът от Ла Манча“ и „Лелята на Чарли“.
През 2021 г. получава и наградата за главна мъжка роля в комедиен/сатиричен спектакъл „Златен Кукерикон“ за ролята на Чаплин в едноименния мюзикъл на Кристофър Къртис и Томас Миън

### Кариера на озвучаващ актьор
През 2001 г. Мариан Бачев започва да се занимава активно с озвучаване на реклами, филми и сериали. Първите му озвучени филми са „Балто“, „Титан А.Е.“ и „Атлантида: Изгубената империя“, където озвучава съответно Стар, Кейл Тъкър и Майло Джеймс Тач.
Някои от по-известните сериали, които озвучава, са „Да, господин премиер“ (дублаж на TV7), „Сайнфелд“, „Осем прости правила“ (дублаж на студио Доли), „H2O: Просто добави вода“ (дублаж на Медия линк), „В групата съм“ и „Раздвижи се“ (на който е и режисьор на дублажа), както и анимационни сериали като „Лабораторията на Декстър“ (дублаж на Медия линк), „Джони Браво“, „Луди за връзване“, „Най-добрият ми приятел е маймуна“, „Парк шоу“ и други.
| Актьор            | Заглавия                                              | Роли                                      |
| ----------------- | ----------------------------------------------------- | ----------------------------------------- |
| Били Уест         | Луди за връзване Шантава Коледа                       | Саджитериъс Стомпър и Репортер Бъгс Бъни  |
| Джеф Бенет        | Великите патета Джони Браво                           | Дюк Л'Оранж Джони Браво                   |
| Дий Брадли Бейкър | Ах, Анди Кръстници вълшебници (дублаж на студио Доли) | Артър Ларкин и Директор Дероса Брад Вурст |
| Роб Полсън        | Дейв Варварина Луди за връзване                       | Малскуондо Бегача                         |
| Чарли Шлатър      | Планетянчетата Луди за връзване                       | Томи Ейс Бъни                             |
| Уилям Салиърс     | Парк шоу Парк шоу: Филмът                             | Ригби                                     |

### Анимационни сериали
- „Аватар: Повелителят на четирите стихии“ (дублаж на „Медия линк“) – Принц Зуко, 2007 – 2008
- „Ах, Анди“, 2007
- „Ким Суперплюс“ – Уейд (от първи до втори сезон), 2005
- „Легионът на супергероите“ (дублаж на „Арс Диджитал Студио“), 2008 – 2009
- „Стюарт Литъл: Анимационният сериал“ (дублаж на bTV), 2011

### Игрални сериали
- „Младият Херкулес“ (дублаж на „Медия линк“)
- „Не дразнете Стивънс“
- „Пауър Рейнджърс“ (в 13-ия сезон)
- „Профайлър“
- „Самотно дърво на хълма“ (дублаж на „Александра Аудио“)
- „Фрейзър“ (дублаж на TV7)

### Анимационни филми
- „Атлантида: Изгубената империя“ – Майло Тач, 2001
- „Балто“ (дублаж на „Александра Аудио“) – Стар/Мък, 2001
- „История с акули“ (дублаж на bTV) – Лени, 2007
- „Ловен сезон“ (дублаж на „Александра Аудио“) – Бъди, 2006
- „Рататуй“ – Лингуини, 2007
- „Сто и един далматинци“ – Сержант Тибс, 2008
- „Титан А.Е.“ (дублаж на „Александра Аудио“) – Кейл Тъкър, 2001
- „Хортън“ (дублаж на „Александра Аудио“) – Кмета на Хувил, 2008

### Игрални филми
- „Коледната песен на мъпетите“, 2008
- „Куче футболист: Еврокупата“, 2009
- „Звезден сблъсък“ – Кристофър, 2010
- „Петзвезден романс“ (дублаж на bTV)

### Личен живот
Женен е за актрисата Милена Видер, с която е заедно от 2001 г. Имат две дъщери – Александрина и Косара.

## Филмография
- Мъж за милиони (тв, 2006) – Стефан
- Патриархат (7-сер. тв, 2005) – (в серия: IV)
- Филип (тв, 2004) – Алек
- BG – Невероятни разкази за един съвременен българин (1996), 2 серии – Малинов, Иречек